# Flaviporus
Flaviporus là một chi nấm thuộc họ Meruliaceae.